# Lanžhot

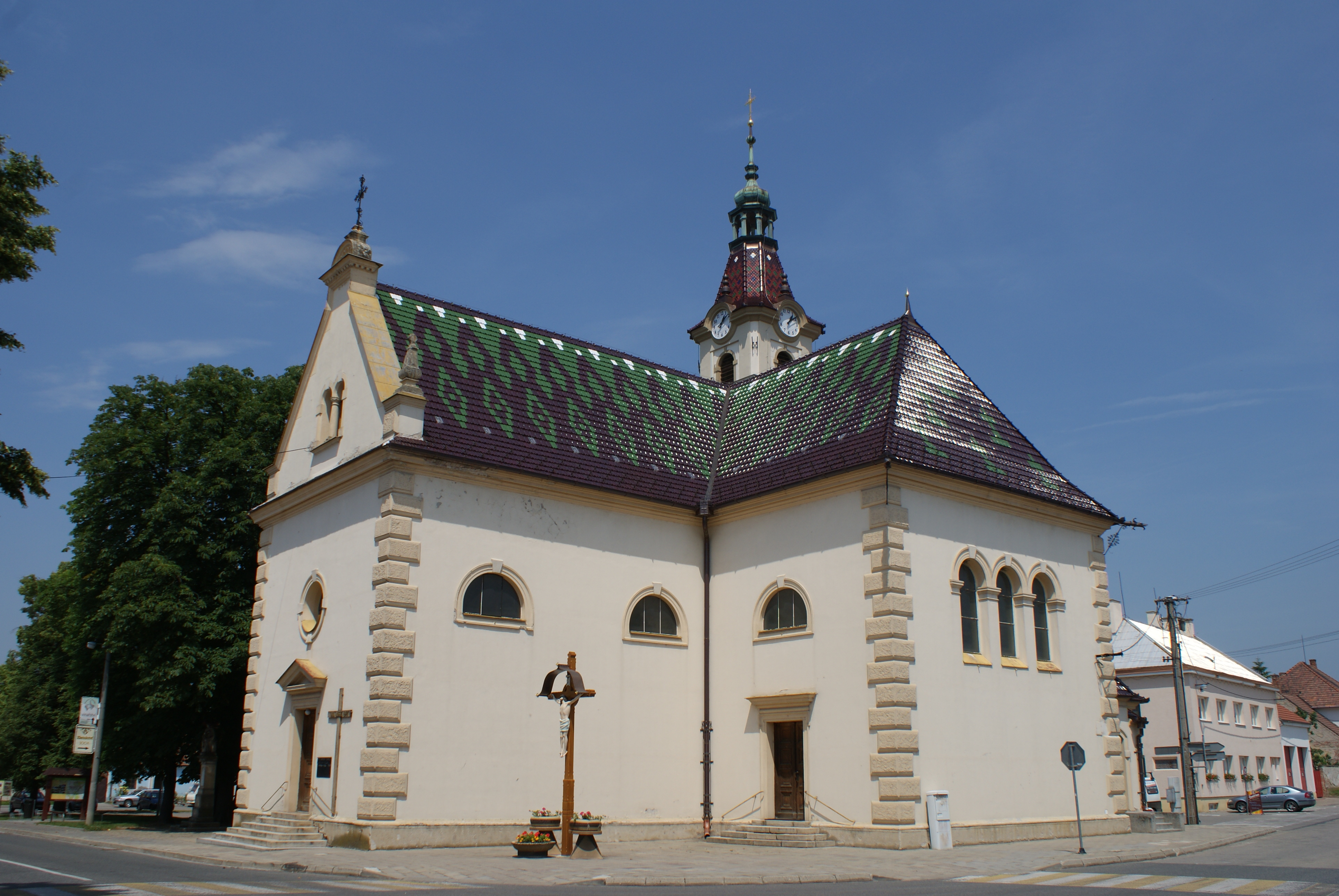

Lanžhot, Duits: Landshut in Mähren, is een gemeente in het zuiden van Tsjechië aan het drielandenpunt met Oostenrijk en Slowakije. De plaats Lanžhot ligt 72 km ten noordoosten van Wenen en 68 km ten noorden van Bratislava. De oudste schriftelijke vermelding van Lanczhut oppido is uit het jaar 1384. Landshut hoorde tot 1920 bij Neder-Oostenrijk, maar het gebied ging met het bepalen van de grens op 30 juli van dat jaar naar Tsjechoslowakije over. Lanžhot kreeg op 27 juni 2001 de status van stad. Het heeft een stedenband met buurgemeente Rabensburg in Oostenrijk. De gemeente telde 3 627 inwoners in 2024.

## Partnersteden
- Rabensburg

Bavory ·
Boleradice ·
Borkovany ·
Bořetice ·
Brod nad Dyjí ·
Brumovice ·
Břeclav ·
Březí ·
Bulhary ·
Diváky ·
Dobré Pole ·
Dolní Dunajovice ·
Dolní Věstonice ·
Drnholec ·
Hlohovec ·
Horní Bojanovice ·
Horní Věstonice ·
Hrušky ·
Hustopeče ·
Jevišovka ·
Kašnice ·
Klentnice ·
Klobouky u Brna ·
Kobylí ·
Kostice ·
Krumvíř ·
Křepice ·
Kurdějov ·
Ladná ·
Lanžhot ·
Lednice ·
Mikulov ·
Milovice ·
Moravská Nová Ves ·
Moravský Žižkov ·
Morkůvky ·
Němčičky ·
Nikolčice ·
Novosedly ·
Nový Přerov ·
Pavlov ·
Perná ·
Podivín ·
Popice ·
Pouzdřany ·
Přítluky ·
Rakvice ·
Sedlec ·
Starovice ·
Starovičky ·
Strachotín ·
Šakvice ·
Šitbořice ·
Tvrdonice ·
Týnec ·
Uherčice ·
Valtice ·
Velké Bílovice ·
Velké Hostěrádky ·
Velké Němčice ·
Velké Pavlovice ·
Vrbice ·
Zaječí